# Place du marché d'Oulu
La Place du marché d'Oulu  (en finnois : Oulun Kauppatori) est la place du marché de la ville d'Oulu en Finlande.

## Description
La Place du marché est située dans le centre-ville en bordure de la rivière Oulujoki.
La rive Torinranta de la rivière Oulujoki a été la place du marché et le port dès le XVIIIe siècle.
Dès qu'en 1765, Oulu a obtenu les  droits de commerce international (en finnois : tapulikaupunkioikeudet), l'activité commerciale s'est beaucoup développée
Autour de la place du marché se trouvent la halle du marché ,
le théatre municipal d'Oulu, la bibliothèque municipale d'Oulu, l'île Kiikeli et son port de plaisance de Meritulli.
La halle du marché a été ouverte en 1901 surtout pour éviter de vendre de la viande sur la place à ciel ouvert.
À côté des stands de marché traditionnels, de nombreux entrepôts ont été transformés en bars et restaurant tout autour de cette place. La zone piétonne Rotuaari part de cette place derrière la statue Toripolliisi. La partie nord-est de la place est nommée Place Martti Ahtisaari.

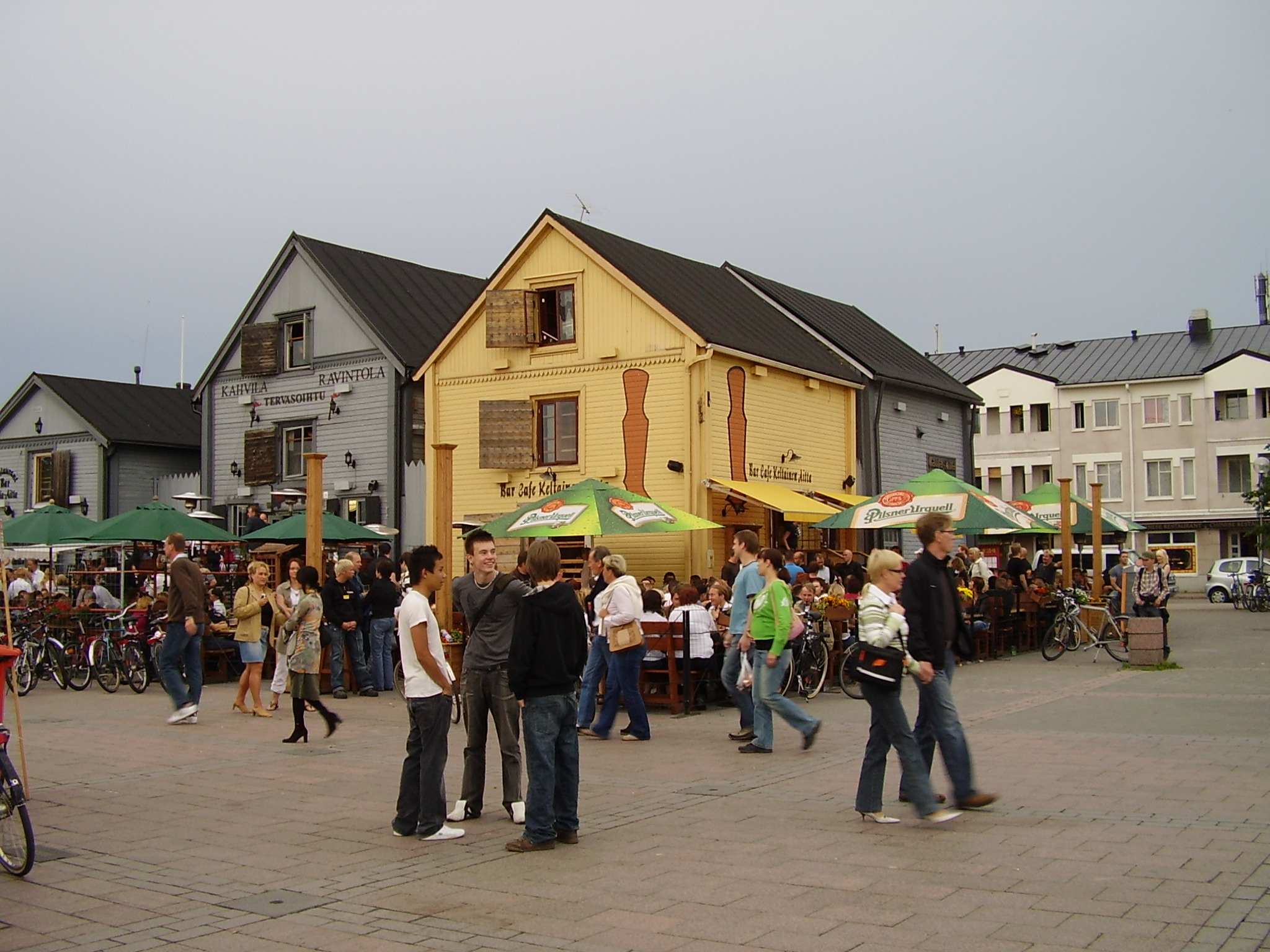
Entrepots de la place du marché.
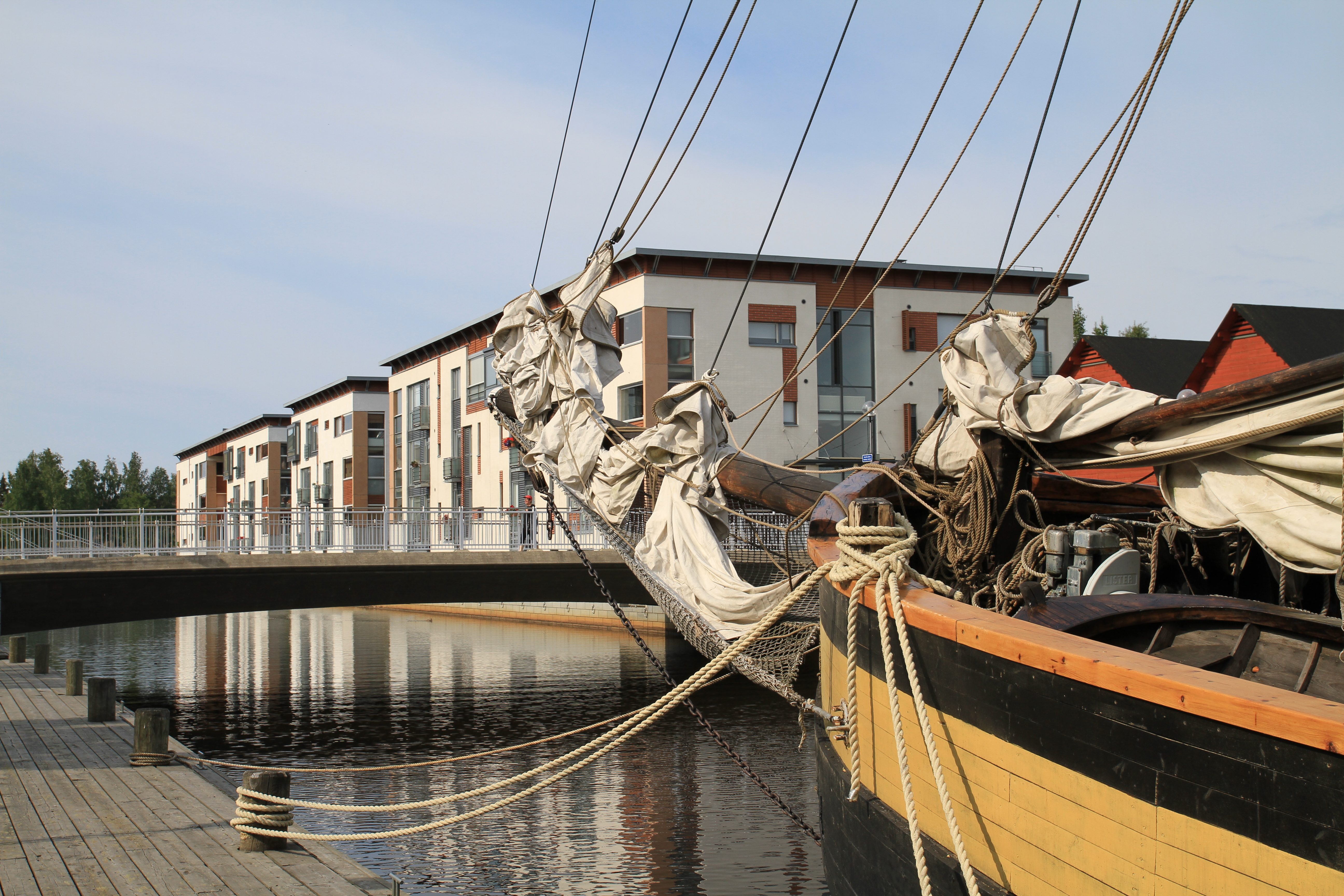
L'île de Kiikeli à proximité de la place.